# Lista członków Akademii Francuskiej według foteli
Lista członków Akademii Francuskiej z uwzględnieniem numerów foteli.
| Spis treści | Spis treści | Spis treści | Spis treści | Spis treści | Spis treści | Spis treści | Spis treści | Spis treści | Spis treści | Spis treści | Spis treści | Spis treści | Spis treści | Spis treści | Spis treści | Spis treści | Spis treści | Spis treści | Spis treści |
| ----------- | ----------- | ----------- | ----------- | ----------- | ----------- | ----------- | ----------- | ----------- | ----------- | ----------- | ----------- | ----------- | ----------- | ----------- | ----------- | ----------- | ----------- | ----------- | ----------- |
| 1           | 2           | 3           | 4           | 5           | 6           | 7           | 8           | 9           | 10          | 11          | 12          | 13          | 14          | 15          | 16          | 17          | 18          | 19          | 20          |
| 21          | 22          | 23          | 24          | 25          | 26          | 27          | 28          | 29          | 30          | 31          | 32          | 33          | 34          | 35          | 36          | 37          | 38          | 39          | 40          |

| 1. 1635: Pierre Séguier 2. 1643: Claude Bazin de Bezons 3. 1684: Nicolas Boileau-Despréaux 4. 1711: Jean d’Estrées 5. 1718: Marc-René de Voyer de Paulmy d’Argenson 6. 1721: Jean-Joseph Languet de Gergy 7. 1753: Georges-Louis Leclerc de Buffon 8. 1788: Félix Vicq d’Azir 9. 1803: François-Urbain Domergue 10. 1810: Ange-François Fariau de Saint-Ange 11. 1811: François-Auguste Parseval-Grandmaison 12. 1835: Narcisse-Achille de Salvandy 13. 1857: Émile Augier 14. 1890: Charles de Freycinet 15. 1924: Émile Picard 16. 1944: Louis de Broglie 17. 1988: Michel Debré 18. 1997: François Furet 19. 1998: René Rémond 20. 2008: Claude Dagens |

| 1. 1634: Valentin Conrart 2. 1675: Toussaint Rose 3. 1701: Louis de Sacy 4. 1728: Montesquieu 5. 1755: Jean-Baptiste Vivien de Chateaubrun 6. 1775: François-Jean de Chastellux 7. 1788: Aimar-Charles-Marie de Nicolaï 8. 1803: Nicolas-Louis François de Neufchâteau 9. 1828: Pierre-Antoine Lebrun 10. 1874: Alexandre Dumas (syn) 11. 1896: André Theuriet 12. 1908: Jean Richepin 13. 1927: Émile Mâle 14. 1955: François Albert-Buisson 15. 1962: Marc Boegner 16. 1972: René de Castries 17. 1987: André Frossard 18. 1996: Héctor Bianciotti 19. 2013: Dany Laferrière |

| 1. 1634: Jacques de Serizay 2. 1654: Paul-Philippe de Chaumont 3. 1697: Louis Cousin 4. 1707: Jacques-Louis de Valon 5. 1719: Nicolas Gédoyn 6. 1744: François-Joachim de Pierre de Bernis 7. 1803: Roch-Ambroise Cucurron Sicard 8. 1822: Denis-Luc Frayssinous 9. 1842: Étienne-Denis Pasquier 10. 1863: Jules-Armand Dufaure 11. 1881: Victor Cherbuliez 12. 1900: Émile Faguet 13. 1918: Georges Clemenceau 14. 1930: André Chaumeix 15. 1955: Jérôme Carcopino 16. 1971: Roger Caillois 17. 1980: Marguerite Yourcenar 18. 1989: Jean-Denis Bredin (zmarł we wrześniu 2021) |

| 1. 1634: Jean Desmarets de Saint-Sorlin 2. 1676: Jean-Jacques de Mesmes 3. 1688: Jean Testu de Mauroy 4. 1706: Camille le Tellier de Louvois 5. 1718: Jean-Baptiste Massillon 6. 1742: Louis-Jules Mancini-Mazarini 7. 1803: Gabriel-Marie Legouvé 8. 1812: Alexandre-Vincent Pineux Duval 9. 1842: Pierre-Simon Ballanche 10. 1848: Jean Vatout 11. 1849: Alexis Guignard de Saint-Priest 12. 1852: Pierre-Antoine Berryer 13. 1869: Franz de Champagny 14. 1882: Charles de Mazade 15. 1894: José-María de Heredia 16. 1906: Maurice Barrès 17. 1925: Louis Bertrand 18. 1946: Jean Tharaud 19. 1952: Alphonse Juin 20. 1968: Pierre Emmanuel 21. 1985: Jean Hamburger 22. 1993: Albert Decourtray 23. 1995: Jean-Marie Lustiger 24. 2008: Jean-Luc Marion |

| 1. 1634: Jean Ogier de Gombauld 2. 1666: Paul Tallemant le Jeune 3. 1712: Antoine Danchet 4. 1748: Jean-Baptiste Gresset 5. 1777: Claude-François-Xavier Millot 6. 1785: André Morellet 7. 1819: Pierre-Édouard Lemontey 8. 1826: Jean Baptiste Joseph Fourier 9. 1830: Victor Cousin 10. 1867: Jules Favre 11. 1880: Edmond Rousse 12. 1907: Pierre de Ségur 13. 1920: Robert de Flers 14. 1927: Louis Madelin 15. 1956: Robert Kemp 16. 1960: René Huyghe 17. 1998: Georges Vedel 18. 2005: Assia Djebar 19. 2016 Andreï Makine |

| 1. 1634: François Le Métel de Boisrobert 2. 1662: Jean Regnault de Segrais 3. 1701: Jean Galbert de Campistron 4. 1723: Philippe Néricault Destouches 5. 1754: Louis de Boissy 6. 1758: Jean-Baptiste de Lacurne de Sainte-Palaye 7. 1781: Sébastien-Roch Nicolas de Chamfort 8. 1803: Pierre-Louis Roederer 9. 1816: Pierre-Marc-Gaston de Lévis 10. 1830: Philippe-Paul de Ségur 11. 1873: Charles de Viel-Castel 12. 1888: Edmond Jurien de La Gravière 13. 1892: Ernest Lavisse 14. 1923: Georges de Porto-Riche 15. 1931: Pierre Benoit 16. 1963: Jean Paulhan 17. 1970: Eugène Ionesco 18. 1995: Marc Fumaroli 19. 2024: Christian Jambet |

| 1. 1634: Jean Chapelain 2. 1674: Isaac de Benserade 3. 1691: Étienne Pavillon 4. 1705: Fabio Brulart de Sillery 5. 1715: Henri Jacques Nompar de Caumont 6. 1726: Jean-Baptiste de Mirabaud 7. 1760: Claude-Henri Watelet 8. 1786: Michel-Jean Sedaine 9. 1803: Jean-François Collin d’Harleville 10. 1806: Pierre Daru 11. 1829: Alphonse de Lamartine 12. 1870: Émile Ollivier 13. 1914: Henri Bergson 14. 1945: Edouard Le Roy 15. 1955: Daniel-Rops 16. 1966: Pierre-Henri Simon 17. 1973: André Roussin 18. 1988: Jacqueline de Romilly 19. 2012: Jules Hoffmann |

| 1. 1634: Claude de Malleville 2. 1648: Jean Ballesdens 3. 1675: Géraud de Cordemoy 4. 1684: Jean-Louis Bergeret 5. 1695: Charles-Irénée Castel de Saint-Pierre 6. 1743: Pierre Louis Moreau de Maupertuis 7. 1759: Jean-Jacques Lefranc de Pompignan 8. 1784: Jean-Sifrein Maury 9. 1803: Michel Regnaud de Saint-Jean d’Angély 10. 1816: Pierre Simon de Laplace 11. 1827: Pierre Paul Royer-Collard 12. 1846: Charles de Rémusat 13. 1875: Jules Simon 14. 1897: Adrien Albert Marie de Mun 15. 1918: Alfred Baudrillart 16. 1946: Octave Aubry 17. 1946: Édouard Herriot 18. 1959: Jean Rostand 19. 1978: Michel Déon 20. 2019: Daniel Rondeau |

| 1. 1634: Nicolas Faret 2. 1646: Pierre Du Ryer 3. 1658: César d’Estrées 4. 1715: Victor Marie d’Estrées 5. 1738: Charles Armand René de La Trémoille 6. 1741: Armand de Rohan-Soubise 7. 1756: Antoine de Malvin de Montazet 8. 1788: Stanislas de Boufflers 9. 1815: Pierre Baour-Lormian 10. 1855: François Ponsard 11. 1868: Joseph Autran 12. 1877: Victorien Sardou 13. 1909: Marcel Prévost 14. 1945: Émile Henriot 15. 1962: Jean Guéhenno 16. 1979: Alain Decaux 17. 2018: Patrick Grainville |

| 1. 1634: Antoine Godeau 2. 1672: Esprit Fléchier 3. 1710: Henri de Nesmond 4. 1727: Jean-Jacques Amelot de Chaillou 5. 1749: Charles-Louis-Auguste Fouquet de Belle-Isle 6. 1761: Nicolas-Charles-Joseph Trublet 7. 1770: Jean François de Saint-Lambert 8. 1803: Hugues-Bernard Maret 9. 1816: Joseph Henri Joachim Lainé 10. 1836: Emmanuel Dupaty 11. 1852: Alfred de Musset 12. 1858: Victor de Laprade 13. 1884: François Coppée 14. 1909: Jean Aicard 15. 1924: Camille Jullian 16. 1934: Léon Bérard 17. 1961: Jean Guitton 18. 2000: Florence Delay (zmarła w lipcu 2025) |

| 1. 1634: Philippe Habert 2. 1639: Jacques Esprit 3. 1678: Jacques Nicolas Colbert 4. 1707: Claude François Fraguier 5. 1728: Charles d’Orléans de Rothelin 6. 1744: Gabriel Girard 7. 1748: Antoine-René de Voyer de Paulmy, markiz d’Argenson 8. 1787: Henri Cardin Jean-Baptiste d’Aguesseau 9. 1826: Charles Brifaut 10. 1858: Jules Sandeau 11. 1884: Edmond About 12. 1886: Léon Say 13. 1896: Albert Vandal 14. 1911: Denys Cochin 15. 1922: Georges Goyau 16. 1940: Paul Hazard 17. 1946: Maurice Garçon 18. 1968: Paul Morand 19. 1977: Alain Peyrefitte 20. 2001: Gabriel de Broglie (zmarł w styczniu 2025) |

| 1. 1634: Germain Habert 2. 1655: Charles Cotin 3. 1682: Louis de Courcillon de Dangeau 4. 1723: Charles Jean Baptiste Fleuriau de Morville 5. 1732: Jean Terrasson 6. 1750: Claude de Thiard de Bissy 7. 1810: Joseph-Alphonse Esménard 8. 1811: Charles de Lacretelle 9. 1856: Jean-Baptiste Biot 10. 1863: Louis de Carné 11. 1876: Charles Blanc 12. 1882: Édouard Pailleron 13. 1900: Paul Hervieu 14. 1918: François de Curel 15. 1930: Charles Le Goffic 16. 1932: Abel Bonnard (wykluczony w 1945) 17. 1946: Jules Romains 18. 1973: Jean d’Ormesson 19. 2021: Chantal Thomas |

| 1. 1634: Claude-Gaspard Bachet de Méziriac 2. 1639: François de La Mothe Le Vayer 3. 1672: Jean Baptiste Racine 4. 1699: Jean-Baptiste-Henri de Valincour 5. 1730: Jean-François Leriget de La Faye 6. 1731: Prosper Jolyot de Crébillon 7. 1762: Claude-Henri de Fusée de Voisenon 8. 1776: Jean de Dieu-Raymond de Boisgelin de Cucé 9. 1804: Jean-Baptiste Dureau de la Malle 10. 1807: Louis-Benoît Picard 11. 1829: Antoine-Vincent Arnault 12. 1834: Eugène Scribe 13. 1862: Octave Feuillet 14. 1891: Pierre Loti 15. 1924: Paul Albert Besnard 16. 1935: Louis Gillet 17. 1946: Paul Claudel 18. 1956: Wladimir d’Ormesson 19. 1974: Maurice Schumann 20. 1999: Pierre Messmer 21. 2008: Simone Veil 22. 2020: Maurizio Serra |

| 1. 1634: François Maynard 2. 1647: Pierre Corneille 3. 1684: Thomas Corneille 4. 1710: Antoine Houdar de La Motte 5. 1732: Michel-Celse-Roger de Bussy-Rabutin 6. 1736: Étienne Lauréault de Foncemagne 7. 1779: Michel-Paul-Gui de Chabanon 8. 1803: Jacques-André Naigeon 9. 1810: Népomucène Lemercier 10. 1841: Victor Hugo 11. 1886: Leconte de Lisle 12. 1894: Henry Houssaye 13. 1912: Louis Hubert Gonzalve Lyautey 14. 1934: Louis Franchet d’Espérey 15. 1946: Robert d’Harcourt 16. 1966: Jean Mistler 17. 1990: Hélène Carrère d’Encausse (zmarła w sierpniu 2023) |

| 1. 1634: Guillaume Bautru 2. 1665: Jacques Testu de Belval 3. 1706: François-Joseph de Beaupoil de Sainte-Aulaire 4. 1743: Jean-Jacques Dortous de Mairan 5. 1771: François Arnaud 6. 1785: Gui-Jean-Baptiste Target 7. 1806: Jean-Sifrein Maury (zob. także fotel 8) 8. 1816: François-Xavier-Marc-Antoine de Montesquiou-Fézensac 9. 1832: Antoine Jay 10. 1854: Ustazade Silvestre de Sacy 11. 1880: Eugène Labiche 12. 1888: Henri Meilhac 13. 1898: Henri Lavedan 14. 1946: Ernest Seillière 15. 1956: André Chamson 16. 1984: Fernand Braudel 17. 1986: Jacques Laurent 18. 2001: Frédéric Vitoux |

| 1. 1634: Jean Sirmond 2. 1649: Jean de Montereul 3. 1651: François Tallemant l’Aîné 4. 1693: Simon de la Loubère 5. 1729: Claude Sallier 6. 1761: Jean-Gilles du Coëtlosquet 7. 1784: Anne-Pierre de Montesquiou-Fézensac 8. 1803: Antoine-Vincent Arnault 9. 1816: Armand-Emmanuel du Plessis 10. 1822: Bon-Joseph Dacier 11. 1833: Pierre-François Tissot 12. 1854: Félix Dupanloup 13. 1878: Edme-Armand-Gaston d’Audiffret-Pasquier 14. 1906: Alexandre Ribot 15. 1923: Henri Robert 16. 1938: Charles Maurras (fotel uznano za wakat w 1945, lecz Maurras nie został zastąpiony za życia) 17. 1953: Antoine de Lévis-Mirepoix 18. 1983: Léopold Sédar Senghor 19. 2003: Valéry Giscard d’Estaing 20. 2024: Raphaël Gaillard |

| 1. 1634: François de Cauvigny de Colomby 2. 1649: Tristan L’Hermite 3. 1655: Hippolyte-Jules Pilet de la Mesnardière 4. 1663: François-Honorat de Beauvilliers, Duc de Saint-Aignan 5. 1687: François-Timoléon de Choisy 6. 1724: Antoine Portail 7. 1736: Pierre-Claude Nivelle de la Chaussée 8. 1754: Jean-Pierre de Bougainville 9. 1763: Jean-François Marmontel 10. 1803: Louis de Fontanes 11. 1821: Abel-François Villemain 12. 1871: Émile Littré 13. 1881: Louis Pasteur 14. 1896: Gaston Paris 15. 1903: Frédéric Masson 16. 1924: Georges Lecomte 17. 1959: Jean Delay 18. 1988: Jacques-Yves Cousteau 19. 1998: Érik Orsenna |

| 1. 1634: Jean Baudoin 2. 1650: François Charpentier 3. 1702: Jean-François de Chamillart 4. 1714: Claude Louis Hector, duc de Villars 5. 1734: Honoré-Armand de Villars 6. 1770: Étienne-Charles de Loménie de Brienne 7. 1803: Jean-Girard Lacuée 8. 1841: Alexis de Tocqueville 9. 1860: Henri Lacordaire 10. 1862: Albert de Broglie 11. 1901: Melchior de Vogüé 12. 1918: Ferdinand Foch 13. 1929: Philippe Pétain (wykluczony w 1945, nie został zastąpiony za życia) 14. 1952: André François-Poncet 15. 1978: Edgar Faure 16. 1990: Michel Serres 17. 2021: Mario Vargas Llosa (zmarł w kwietniu 2025) |

| 1. 1634: François de Porchères d’Arbaud 2. 1640: Olivier Patru 3. 1681: Nicolas Potier de Novion 4. 1693: Philippe Goibaud-Dubois 5. 1694: Charles Boileau 6. 1704: Gaspard Abeille 7. 1718: Nicolas-Hubert Mongault 8. 1746: Charles Pinot Duclos 9. 1772: Nicolas Beauzée 10. 1789: Jean-Jacques Barthélemy 11. 1803: Marie-Joseph Chénier 12. 1811: François-René de Chateaubriand 13. 1849: Paul de Noailles 14. 1886: Édouard Hervé 15. 1899: Paul Deschanel 16. 1923: Charles Jonnart 17. 1928: Maurice Paléologue 18. 1946: Charles de Chambrun 19. 1953: Fernand Gregh 20. 1960: René Clair 21. 1982: Pierre Moinot 22. 2008: Jean-Loup Dabadie 23. 2023: Sylviane Agacinski |

| 1. 1634: Paul Hay du Chastelet 2. 1637: Nicolas Perrot d'Ablancourt 3. 1665: Roger de Bussy-Rabutin 4. 1693: Jean-Paul Bignon 5. 1743: Armand-Jérôme Bignon 6. 1772: Louis-Georges de Bréquigny 7. 1803: Ponce-Denis Écouchard-Lebrun 8. 1807: François Raynouard 9. 1836: François-Auguste Mignet 10. 1884: Victor Duruy 11. 1895: Jules Lemaître 12. 1919: Henry Bordeaux 13. 1964: Thierry Maulnier 14. 1990: José Cabanis 15. 2001: Angelo Rinaldi (zmarł w maju 2025) |

| 1. 1634: Marin Le Roy de Gomberville 2. 1674: Pierre-Daniel Huet 3. 1721: Jean Boivin 4. 1726: Paul-Hippolyte de Beauvilliers, książę de Saint-Aignan 5. 1776: Charles-Pierre Colardeau 6. 1776: Jean-François de La Harpe 7. 1803: Pierre Louis de Lacretelle 8. 1824: François-Xavier-Joseph Droz 9. 1851: Charles de Montalembert 10. 1871: Henri d’Orléans, duc d’Aumale 11. 1898: Eugène Guillaume 12. 1905: Étienne Lamy 13. 1920: André Chevrillon 14. 1959: Marcel Achard 15. 1975: Félicien Marceau 16. 2014: Alain Finkielkraut |

| 1. 1634: Antoine Gérard de Saint-Amant 2. 1662: Jacques Cassagne 3. 1679: Louis de Verjus 4. 1710: Jean-Antoine de Mesmes 5. 1723: Pierre-Joseph Alary 6. 1771: Gabriel-Henri Gaillard 7. 1803: Louis Philippe de Ségur 8. 1830: Jean-Pons-Guillaume Viennet 9. 1869: Joseph d'Haussonville 10. 1884: Ludovic Halévy 11. 1909: Eugène Brieux 12. 1933: François Mauriac 13. 1971: Julien Green 14. 1999: René de Obaldia 15. 2025: Alain Aspect |

| 1. 1634: Guillaume Colletet 2. 1659: Gilles Boileau 3. 1670: Jean de Montigny 4. 1671: Charles Perrault 5. 1703: Armand Gaston Maximilien de Rohan 6. 1749: Louis-Guy de Guérapin de Vauréal 7. 1760: Charles Marie de La Condamine 8. 1774: Jacques Delille 9. 1813: Vincent Campenon 10. 1844: Saint-Marc Girardin 11. 1874: Alfred Mézières 12. 1918: René Boylesve 13. 1927: Abel Hermant (wykluczony w 1945) 14. 1946: Étienne Gilson 15. 1979: Henri Gouhier 16. 1995: Pierre Rosenberg |

| 1. 1634: Jean de Silhon 2. 1667: Jean-Baptiste Colbert 3. 1684: Jean de La Fontaine 4. 1695: Jules de Clérambault 5. 1714: Guillaume Massieu 6. 1722: Claude François Alexandre Houtteville 7. 1742: Pierre Carlet de Chamblain de Marivaux 8. 1763: Claude-François Lizarde de Radonvilliers 9. 1803: Constantin-François Chassebœuf 10. 1820: Claude-Emmanuel de Pastoret 11. 1841: Louis de Beaupoil de Sainte-Aulaire 12. 1855: Victor de Broglie 13. 1870: Prosper Duvergier de Hauranne 14. 1881: Sully Prudhomme 15. 1908: Henri Poincaré 16. 1914: Alfred Capus 17. 1923: Édouard Estaunié 18. 1944: Louis Pasteur Vallery-Radot 19. 1971: Étienne Wolff 20. 1997: Jean-François Revel 21. 2007: Max Gallo 22. 2020: François Sureau |

| 1. 1634: Claude de L’Estoile 2. 1652: Armand de Camboust, duc de Coislin 3. 1702: Pierre de Camboust, duc de Coislin 4. 1710: Henri-Charles de Coislin 5. 1733: Jean-Baptiste Surian 6. 1754: Jean le Rond d’Alembert 7. 1783: Marie-Gabriel-Florent-Auguste de Choiseul-Gouffier 8. 1803: Jean Étienne Marie Portalis 9. 1807: Pierre Laujon 10. 1811: Charles-Guillaume Étienne 11. 1816: Marie-Gabriel-Florent-Auguste de Choiseul-Gouffier 12. 1817: Jean-Louis Laya 13. 1833: Charles Nodier 14. 1844: Prosper Mérimée 15. 1871: Louis de Loménie 16. 1878: Hippolyte Taine 17. 1894: Albert Sorel 18. 1907: Maurice Donnay 19. 1946: Marcel Pagnol 20. 1975: Jean Bernard 21. 2007: Dominique Fernandez |

| 1. 1634: Amable de Bourzeis 2. 1672: Jean Gallois 3. 1707: Edme Mongin 4. 1746: Jean Ignace de La Ville 5. 1774: Jean-Baptiste-Antoine Suard 6. 1817: Jean-François Roger 7. 1842: Henri Joseph Guillaume Patin 8. 1876: Gaston Boissier 9. 1909: René Doumic 10. 1938: André Maurois 11. 1968: Marcel Arland 12. 1987: Georges Duby 13. 1997: Jean-Marie Rouart |

| 1. 1634: Abel Servien 2. 1659: Jean-Jacques Renouard de Villayer 3. 1691: Bernard le Bovier de Fontenelle 4. 1757: Antoine-Louis Séguier 5. 1803: Jacques-Henri Bernardin de Saint-Pierre 6. 1814: Étienne Aignan 7. 1824: Alexandre Soumet 8. 1845: Louis, zw. Ludovic Vitet 9. 1874: Elme-Marie Caro 10. 1888: Paul-Gabriel d'Haussonville 11. 1925: Auguste-Armand de la Force 12. 1962: Joseph Kessel 13. 1980: Michel Droit 14. 2001: Pierre Nora (zmarł w czerwcu 2025) |

| 1. 1634: Jean-Louis Guez de Balzac 2. 1654: Hardouin de Péréfixe de Beaumont 3. 1671: François de Harlay de Champvallon 4. 1695: André Dacier 5. 1722: Guillaume Dubois 6. 1723: Charles-Jean-François Hénault 7. 1771: Charles Juste de Beauvau-Craon 8. 1803: Philippe Antoine Merlin de Douai 9. 1816: Antoine-François-Claude Ferrand 10. 1825: Casimir Delavigne 11. 1844: Charles-Augustin Sainte-Beuve 12. 1870: Jules Janin 13. 1875: John Lemoinne 14. 1893: Ferdinand Brunetière 15. 1907: Henri Barboux 16. 1911: Henry Roujon 17. 1918: Louis Barthou 18. 1935: Claude Farrère 19. 1959: Henri Troyat 20. 2008: Jean-Christophe Rufin |

| 1. 1634: Pierre Bardin 2. 1637: Nicolas Bourbon 3. 1644: François-Henri Salomon de Virelade 4. 1670: Philippe Quinault 5. 1688: François de Callières 6. 1717: André Hercule de Fleury 7. 1743: Paul d’Albert de Luynes 8. 1788: Jean-Pierre Claris de Florian 9. 1803: Jean-François Cailhava de L'Estandoux 10. 1813: Joseph-François Michaud 11. 1840: Marie-Jean-Pierre Flourens 12. 1868: Claude Bernard 13. 1878: Ernest Renan 14. 1893: Paul-Armand Challemel-Lacour 15. 1897: Gabriel Hanotaux 16. 1944: André Siegfried 17. 1960: Henry de Montherlant 18. 1973: Claude Lévi-Strauss 19. 2011: Amin Maalouf |

| 1. 1634: Racan 2. 1670: François-Séraphin Régnier-Desmarais 3. 1713: Bernard de la Monnoye 4. 1728: Michel Poncet de la Rivière 5. 1730: Jacques Hardion 6. 1766: Antoine-Léonard Thomas 7. 1785: Jacques-Antoine-Hippolyte de Guibert 8. 1803: Jean-Jacques Régis de Cambacérès 9. 1816: Louis Gabriel Ambroise de Bonald 10. 1841: Jacques-François Ancelot 11. 1855: Ernest Legouvé 12. 1903: René Bazin 13. 1932: Théodore Gosselin zw. G. Lenotre 14. 1935: Georges Duhamel 15. 1966: Maurice Druon 16. 2011: Danièle Sallenave |

| 1. 1634: Pierre de Boissat 2. 1662: Antoine Furetière 3. 1688: Jean de La Chapelle 4. 1723: Pierre-Joseph Thoulier d’Olivet 5. 1768: Étienne Bonnot de Condillac 6. 1780: Louis-Élisabeth de la Vergne de Tressan 7. 1783: Jean-Sylvain Bailly 8. 1803: Emmanuel-Joseph Sieyès 9. 1816: Trophime-Gérard de Lally-Tollendal 10. 1830: Jean-Baptiste Sanson de Pongerville 11. 1870: Xavier Marmier 12. 1893: Henri de Bornier 13. 1901: Edmond Rostand 14. 1920: Joseph Bédier 15. 1938: Jérôme Tharaud 16. 1955: Jean Cocteau 17. 1964: Jacques Rueff 18. 1978: Jean Dutourd 19. 2013: Michael Edwards |

| 1. 1634: Claude Favre de Vaugelas 2. 1650: Georges de Scudéry 3. 1667: Philippe de Dangeau 4. 1720: Louis François Armand du Plessis, książę de Richelieu 5. 1788: François-Henri d’Harcourt 6. 1803: Lucien Bonaparte 7. 1816: Louis-Simon Auger 8. 1829: Charles-Guillaume Étienne 9. 1845: Alfred de Vigny 10. 1865: Camille Doucet 11. 1896: Charles-Albert Costa de Beauregard 12. 1911: Hippolyte Langlois 13. 1912: Émile Boutroux 14. 1922: Pierre de Nolhac 15. 1936: Georges Grente 16. 1960: Henri Massis 17. 1971: Georges Izard 18. 1974: Robert Aron 19. 1976: Maurice Rheims 20. 2004: Alain Robbe-Grillet 21. 2009: François Weyergans 22. 2021: Pascal Ory |

| 1. 1634: Vincent Voiture 2. 1648: François Eude de Mézeray 3. 1683: Jean Barbier d’Aucour 4. 1694: François de Clermont-Tonnerre 5. 1701: Nicolas de Malézieu 6. 1727: Jean Bouhier 7. 1746: Voltaire 8. 1778: Jean-François Ducis 9. 1816: Raymond de Sèze 10. 1828: Prosper Brugière de Barante 11. 1867: Joseph Gratry 12. 1873: Saint-René Taillandier 13. 1880: Maxime Du Camp 14. 1894: Paul Bourget 15. 1936: Edmond Jaloux 16. 1950: Jean-Louis Vaudoyer 17. 1964: Marcel Brion 18. 1985: Michel Mohrt 19. 2013: Dominique Bona |

| 1. 1634: Honorat de Porchères Laugier 2. 1653: Paul Pellisson 3. 1693: François Fénelon 4. 1715: Claude Gros de Boze 5. 1753: Louis de Bourbon Condé 6. 1771: Pierre-Laurent Buirette de Belloy 7. 1775: Emmanuel-Félicité de Durfort 8. 1803: Dominique Joseph Garat 9. 1816: Louis-François de Bausset 10. 1824: Hyacinthe-Louis de Quélen 11. 1840: Mathieu Molé 12. 1856: Alfred de Falloux 13. 1886: Octave Gréard 14. 1904: Émile Gebhart 15. 1909: Raymond Poincaré 16. 1935: Jacques Bainville 17. 1936: Joseph de Pesquidoux 18. 1946: Maurice Genevoix 19. 1981: Jacques de Bourbon Busset 20. 2002: François Cheng |

| 1. 1634: Henri Louis Habert de Montmor 2. 1679: Louis de Lavau 3. 1694: François Lefebvre de Caumartin 4. 1733: François-Augustin de Paradis de Moncrif 5. 1771: Armand de Roquelaure 6. 1818: Georges Cuvier 7. 1832: André Dupin 8. 1866: Alfred-Auguste Cuvillier-Fleury 9. 1888: Jules Claretie 10. 1918: Joseph Joffre 11. 1931: Maxime Weygand 12. 1966: Louis Leprince-Ringuet 13. 2001: Yves Pouliquen 14. 2022: Antoine Compagnon |

| 1. 1634: Marin Cureau de La Chambre 2. 1670: Pierre Cureau de La Chambre 3. 1693: Jean de La Bruyère 4. 1696: Claude Fleury 5. 1723: Jacques Adam 6. 1736: Joseph Séguy 7. 1761: Louis René Édouard de Rohan 8. 1803: Jean Devaines 9. 1803: Évariste de Forges de Parny 10. 1815: Victor-Joseph-Étienne de Jouy 11. 1847: Adolphe-Simonis Empis 12. 1869: Auguste Barbier 13. 1882: Adolphe Perraud 14. 1906: François-Désiré Mathieu 15. 1910: Louis Duchesne 16. 1923: Henri Bremond 17. 1935: André Bellesort 18. 1946: René Grousset 19. 1953: Pierre Gaxotte 20. 1983: Jacques Soustelle 21. 1992: Jean-François Deniau 22. 2007: Philippe Beaussant 23. 2018: Barbara Cassin |

| 1. 1635: Daniel Hay du Chastelet 2. 1671: Jacques-Bénigne Bossuet 3. 1704: Melchior de Polignac 4. 1741: Joseph Giry de Saint Cyr 5. 1761: Charles Batteux 6. 1780: Antoine-Marin Lemierre 7. 1803: Félix-Julien-Jean Bigot de Préameneu 8. 1825: Mathieu de Montmorency-Laval 9. 1826: Alexandre Guiraud 10. 1847: Jean-Jacques Ampère 11. 1865: Lucien-Anatole Prévost-Paradol 12. 1871: Camille Rousset 13. 1893: Paul Thureau-Dangin 14. 1914: Pierre de La Gorce 15. 1934: Maurice de Broglie 16. 1961: Eugène Tisserant 17. 1972: Jean Daniélou 18. 1975: Robert-Ambroise-Marie Carré 19. 2005: René Girard 20. 2017: Michel Zink |

| 1. 1635: Auger de Moléon Granier 2. 1636: Balthazar Baro 3. 1650: Jean Doujat 4. 1688: Eusèbe Renaudot 5. 1720: Henri-Emmanuel de Roquette 6. 1725: Pierre de Pardaillan de Gondrin 7. 1733: Nicolas-François Dupré de Saint-Maur 8. 1775: Chrétien Guillaume de Lamoignon de Malesherbes 9. 1803: François Andrieux 10. 1833: Adolphe Thiers 11. 1878: Henri Martin 12. 1884: Ferdinand de Lesseps 13. 1896: Anatole France 14. 1925: Paul Valéry 15. 1946: Henri Mondor 16. 1963: Louis Armand 17. 1972: Jean-Jacques Gautier 18. 1986: Jean-Louis Curtis 19. 1996: François Jacob 20. 2014: Marc Lambron |

| 1. 1636: Louis Giry 2. 1666: Claude Boyer 3. 1698: Charles-Claude Genest 4. 1720: Jean-Baptiste Dubos 5. 1742: Jean-François du Bellay du Resnel 6. 1761: Bernard-Joseph Saurin 7. 1782: Nicolas de Condorcet 8. 1803: Gabriel Villar 9. 1826: Charles-Marie de Féletz 10. 1850: Désiré Nisard 11. 1888: Eugène-Melchior de Vogüé 12. 1911: Henri de Régnier 13. 1936: Jacques de Lacretelle 14. 1986: Bertrand Poirot-Delpech 15. 2008: Jean Clair |

| 1. 1639: Daniel de Priézac 2. 1662: Michel Le Clerc 3. 1692: Jacques de Tourreil 4. 1714: Jean-Roland Malet 5. 1736: Jean-François Boyer 6. 1755: Nicolas Thyrel de Boismont 7. 1787: Claude Carloman de Rulhière 8. 1803: Pierre-Jean-Georges Cabanis 9. 1808: Antoine Louis Claude Destutt de Tracy 10. 1836: François Guizot 11. 1875: Jean-Baptiste Dumas 12. 1884: Joseph Bertrand 13. 1900: Marcellin Pierre Berthelot 14. 1908: Francis Charmes 15. 1918: Jules Cambon 16. 1936: Lucien Lacaze 17. 1956: Jacques Chastenet 18. 1978: Georges Dumézil 19. 1988: Pierre-Jean Rémy 20. 2013: Xavier Darcos |